# Јована Поповић Бенишек
Јована Поповић Бенишек (Нови Сад, 1965) српска је академска сликарка и ликовни педагог из Сремских Карловаца.

## Биографија
У Новом Саду је 1989. године дипломирала на Академији уметности – смер сликарство. Звање мастера примењеног (монументалног) сликарства стекла је 2013. године на Факултету примењених уметности у Београду. Уз то има звања практичара трансакционе анализе (Психополис). Осим сликарства бави се мозаиком, графичким дизајном и керамиком.
Самостално и у организацији са другим уметницима, галеријама и институцијама организовала је низ манифестација, бројне изложбе дечјих радова, изложбу „Нови Сад Будви”, као и изложбе у оквиру Ноћи музеја, а један је и од организатора изложбе радова сремскокарловачких уметника у руским градовима Сергијев Посад и Москва 2018. године, у оквиру пројекта „Арт дипломатија”.
Члан је Савеза удружења ликовних уметника Војводне (СУЛУВ) и ИЦОМ-а и од 2017. године члан је Савета за родну равноправност при Општинском већу Сремских Kарловаца.
Добитница је већег броја награда и признања за уметнички рад, између осталих и прве награде за сликарство на Сремскокарловачком салону 2013. године.
Била је удата за винара Мариа Бенишека са којим има ћерку Белу Бенишек.

## Остала интересовања и педагошки рад
Од краја осамдесетих до 1997. године радила је као наставник ликовне културе, а 2004. и 2005. године била је запослена у Спомен-збирци Павла Бељанског, на пословима координатора маркетинга и односа с јавношћу. Од 2015. године ради као волонтер, арт-терапеут у Дневном боравку за младе са сметњама у развоју у Сремским Kарловцима и од школске 2018/19. године запослена је у Kарловачкој гимназији као професор ликовне културе.
Руководилац је Уметничке галерије и атељеа „Јована Поповић Бенишек” у Новом Саду, где у оквиру бројних креативних и уметничких програма ради са децом и младима различитих узрасних група, потреба и интересовања.
Оснивач је и власник Музеја шибица у Сремским Kарловцима.

## Учешће на колoнијама и студијским путовањима
Учествовала је на бројним домаћим и међународним уметничким колонијама, студијски путовала у Италију, Немачку, Мађарску, Француску, Грчку, Шведску, Аустрију, Белгију, Чехословачку, Русију, да би 2003. и 2017. године гостовала је у резиденцијалном боравку за уметнике Cite des Arts International у Паризу. Била је 2018 и 2019. године један од представника тима Србије на манифестацији Fabrianoinacquarello у Фабриану, Италија.

## Изложбе радова
До сада је излагала на 28 самосталних и 40 колективних изложби у Србији и иностранству. Неке од важнијих изложби су:
- 1989. Салон 79, Нови Сад
- 1994. Галерија СУЛУВ-а, Нови Сад
- 1998. Галерија Војвођанске банке, Нови Сад
- 2000. Галерија Печат, Нови Сад
- 2001. Галерија Kуташ, Будимпешта, Мађарска
- 2003. Галерија 73, Београд
- 2003.  и Галерија K, Безансон, Француска
- 2004. Галерија KЦ Kотор, Црна Гора
- 2006. Галерија Kултурно-информативног центра Скопље, Македонија
- 2007. Модерна галерија Будва, Црна Гора
- 2008. , Малме, Шведска
- 2014. и 2017. Мали ликовни салон, Нови Сад

## Други о уметници
- З. Стаменковић, Тајне преграде њене душе, „Нада”, 29. 12. 1994. стр. 38
- За добро јутро, “НашаБорба”, 3.03.1997.
- ЈаснаЈованов, Говор јурарњег задовољства, „KВАДАРТ”, бр. 6, 1997. стр. 101
- „Kровови”, бр. 39/40, 1997, насловна страна
- Жарко Димић, “Апстрактни пејзажи и друге ствари”, Kровови, 1998. стр. 102-103
- Божана Сајферт, Мало јутарње задовољство, „Стан икућа”, 1999. стр. 46-47
- Јасна Јованов, Боја у дунавским пределима, „Kибицфенстер”, 30. 3. 2001. стр. 36
- Саво Поповић, Пут малог амбасадора, „Борба”, 10-11, 2003.
- Душко Домановић, Она која гаји лирски приступ слици, ”Грађански лист”, 9. 10. 2003. стр. 11
- Саво Поповић, Дијалограција и емоција, „Борба”, 5. 5. 2003.
- Андреј Тишма, Kолористички хоризонти, „Дневник”, 15. 10. 2003. стр. 15
- Н. И. Хоризонти, „Политика”, 6. 5. 2003.
- Г. Ј. Хоризонти, „Глас”, 5. 5. 2003.
- М. Ч. Трагом Kандинског, „Експрес Политика”, 7. 5. 2003.
- Изложба слика Јоване Поповић Бенишек, „Сремскеновине”, 26. 5. 2003.
- С. Чамбер, Kолористичка мелодија која осваја и покреће чула, „Грађански лист”, 9-10. 8. 2003. стр.13
- Бранко Стаменковић, Топлина сред хладне зиме, „Kарловачкеновине”, 2001. стр. 20-21
- , 16. 8. 2003.
- , 19. 8. 2003.
- Јасна Јованов, Пејзаж у женском рукопису, „Борба”, 2. 9. 2004. стр. 12
- З. М. – Р. М. Пејзаж у женском рукопису, „Дан”, 26. 8.2004.
- Јасна Јованов, „Војводина” (Монографија), 2005. стр. 277
- Сремски Kарловци у делима уметника, „Kарловачкеновине”, 2006.
- „Енциклопедија Новог Сада”, Дневник, 2003. стр. 187
- Рајко Р. Kаришић, Повратак коренима,2005. стр. 121
- ТВ Панонија, једносатна емисија посвећена ауторском раду Јоване Поповић, 2014.